# 富山まつり
富山まつり（とやままつり、Toyama Matsuri）は、富山県富山市中心市街地で、毎年8月第1土曜日・日曜日の2日間に渡って行われる夏祭りである。前日の金曜日には前夜祭が開催される。

## 概要
元々は秋祭りとして1961年（昭和36年）10月より、富山市内中心市街地の富山城址公園、富山県民会館、城址大通りとその周辺で行われていたが、第21回の1981年（昭和56年）より季節を秋から夏に移し同一場所で行い現在に至るまで夏真っ盛りの富山市の風物詩として定着している一大イベントで、現在では「よさこいとやま」、「越中おわら節全国大会」、「越中おわら踊り街流し」、まちなか戦国体験「チャンバラ合戦 激戦!!富山城の陣」、「オジサマーロックフェス in TOYAMA」、「吹奏楽演奏会」、「はたらくクルマの展示」、「星空バザール」など数々のイベントが行われる他、多くの飲食物の模擬店が並び、夜遅くまで数多くの市民で賑わう。
2020年（令和2年）5月18日、新型コロナウイルス感染症の拡大を受け、関係諸団体はこの年の開催中止を決定した。21年も中止したが、22年は3年ぶりに熱中症対策に伴い9月24・25日に開催する。

## 主な日程
- 前夜祭（金曜日）: 民謡踊りの夕べ[7]
- 1日目（土曜日）: よさこいとやま、まちなか戦国体験、越中おわら節全国大会（一般、子供の部）、越中おわら踊り街流し など
- 2日目（日曜日）: よさこいとやま、まちなか戦国体験、吹奏楽演奏会&パレード、はたらくクルマ展示 など

## よさこいとやま
よさこいとやまは1999年（平成11年）より行われている、富山まつりのメインイベントの一つで、富山県内で最も規模の大きなYOSAKOIイベントである。土曜、日曜日の2日間に渡って行われ、毎年60組ほどのチーム約3,000人が参加する。城址大通り（A・B 2コース）、松川べり〔富山市役所横〕（Cコース）ではよさこいパレードが、富山城址公園特設ステージ、山王日枝神社会場、富山県民会館大ホールでは演舞が行われ、城址大通りパレードでは審査会も兼ねている。運営はよさこいとやま運営委員会主催で、後援は富山市、高知市、富山商工会議所、北日本新聞などである。

### 基本ルール
- 手に鳴子を持って踊る（高知で発祥した「よさこい祭り」をモデルとしている）。
- 富山県内のチームは富山県民謡の一節を盛り込む。県外チームは各チームオリジナル曲で可。

### よさこいとやま日程（会場）
- 土曜日（1日目）昼の部 – 山王日枝神社会場（奉納演舞）、城址大通り（A・Bコース）
- 土曜日（1日目）夜の部 – 城址大通り（A・Bコース）、松川べり（Cコース）、富山城址公園特設ステージ
- 日曜日（2日目）昼の部 – 城址大通り（A・Bコース）、富山城址公園特設ステージ、富山県民会館大ホール
- 日曜日（2日目）夜の部 – 富山城址公園特設ステージ（審査発表・表彰式、受賞チーム演舞・総踊り、エピローグ・花火）

## 越中おわら踊り街流し・越中おわら節全国大会
おわら踊り流しは、城址大通りを約20チーム、1,500人前後の県内企業、各種団体がそれぞれ揃いの浴衣、編み笠で流すものである。また富山県民会館では越中おわら節全国大会が開かれる。なお、富山市八尾（やつお）で行われる「おわら風の盆」や、風の盆前夜祭で行われる「おわらのど自慢大会」、富山県民謡越中八尾おわら保存会との関係性はない。

## オジサマーロックフェス in TOYAMA
素人のオヤジバンドによる野外バンドコンテスト。2009年（平成21年）より2017年（平成29年）まで開催。毎回プロのロックミュージシャンや、シンガーソングライターを特別ゲスト審査員として招き、ゲストのミニライブも行われた。
これまでの特別ゲスト審査員シーナ&ロケッツ、上田正樹、大澤誉志幸、原田真二、久宝留理子、中西圭三、寺田恵子・中村美紀（SHOW-YA） など。

## テレビ中継
- ケーブルテレビ富山で、「よさこいとやま」が生放送され、その後再放送もされる。